# Monti di Motti

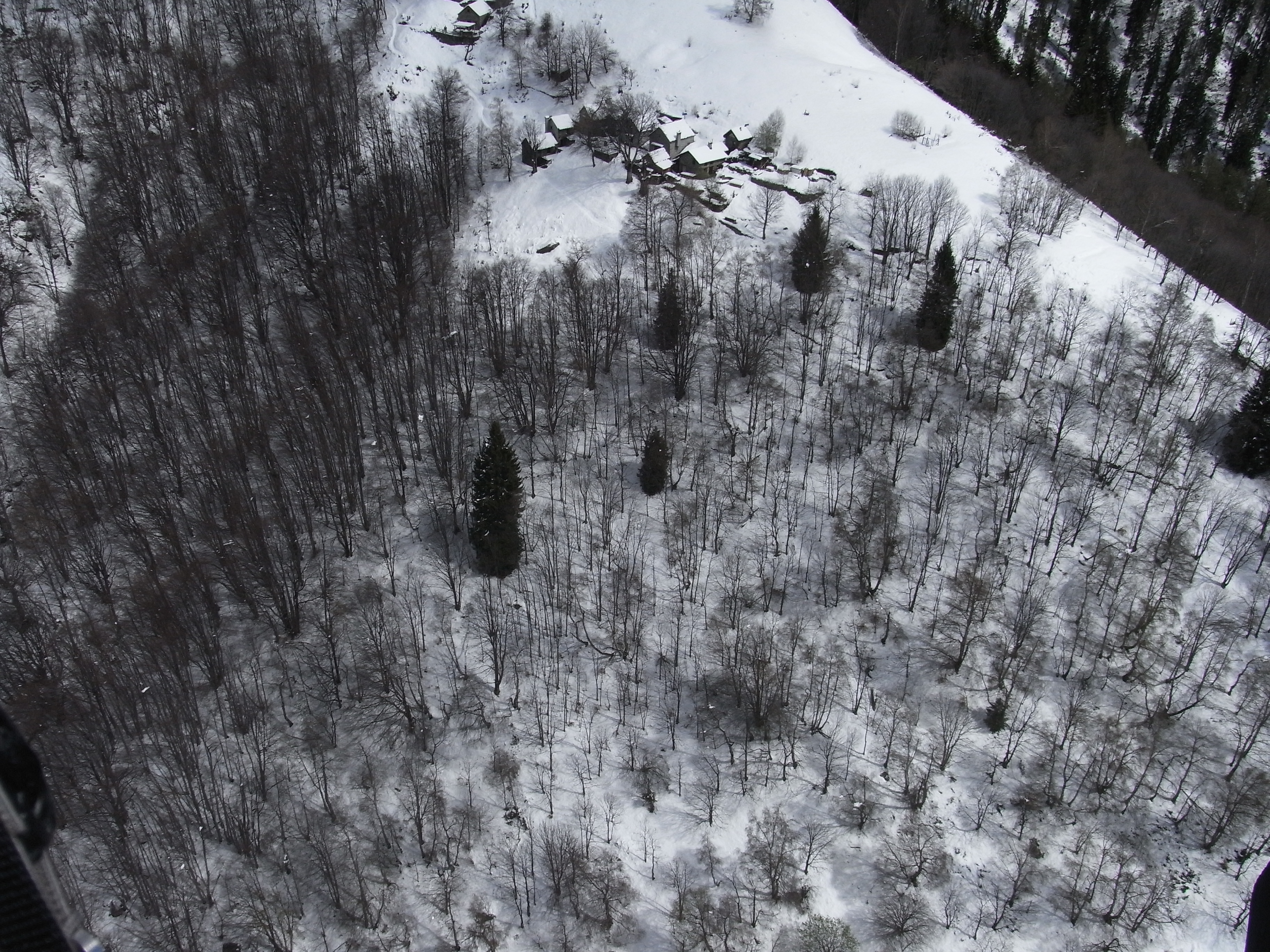
Monti di Motti

Monti di Motti ist eine Fraktion der politischen Gemeinde Gordola, im Bezirk Locarno des Kantons Tessin in der Schweiz. 

## Geographie
Das Maiensäss liegt auf 1062 m ü. M. oberhalb des Lago di Vogorno am Fuss des Mattarone (1185 m ü. M.).
Die Häusergruppe mit dem Osteria Grotto Monti Motti (im Winter geschlossen) liegt an einem Weiher mit Aussicht auf das Verzascatal, die Magadinoebene, den Monte Tamaro und den Lago Maggiore. Der 12 Kilometer lange Zugangsweg von Cugnasco nach Monti di Motti wurde während des Ersten Weltkriegs als Militärstrasse gebaut. Das Maiensäss kann mit dem Auto oder Taxi erreicht werden. 

## Wanderungen
Monti di Motti ist Ausgangspunkt für Wanderungen in der Umgebung und auf den Sassariente (1767 m ü. M.) sowie Etappenort der Via Alta Idra. Eine Rundwanderung führt in 4 ½ Stunden von der Staumauer des Lago di Vogorno zu den Monti di Motti und zurück (Schwierigkeitsgrad T2). Der Zustieg führt von Gordola via Bazzadee in 2 ¾ Stunden oder von Riazzino in 3 ¼ Stunden zu den Monti di Motti und der Abstieg zum Lago di Vogorno in 1 ¼ Stunden (T3).